# 노팅힐 사육제

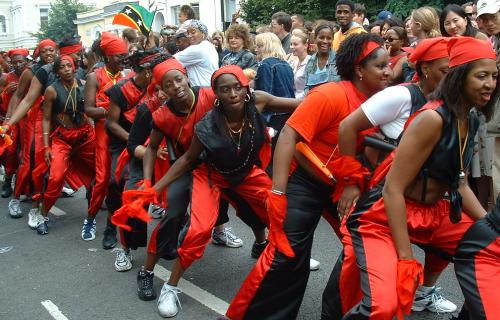
노팅힐 사육제

노팅힐 사육제(Notting Hill Carnival)는 8월에 (일요일과 연이은 법정 공휴일) 이틀 동안 열리는 사육제다. 노팅힐 사육제는 1965년부터 지금까지 노팅힐의 거리에서 열리는 축제이다. 노팅힐 사육제는 1950년대부터 카리브해인이 주로 밀집된 주거지에서 유래되었다. 노팅힐 사육제는 과거에 150만명이 참여할 만큼 인기가 있었고, 유럽에서 가장 큰 길거리 축제 중 하나이다.
노팅힐 사육제는 1976년부터 몇 년 동안 계속된 경찰과 충돌로 언론의 주목을 받았다. 그러나 최근에 노팅힐 사육제는 조용하게 진행되었고, 많은 참가자로 인하여 언론에서 주목하고 있다.
노팅힐 사육제가 성장하여, 축제의 규모를 우려한 케네스 리빙스턴이 즉시 설립한 사육제 예상 그룹은 "차후의 노팅힐 사육제의 보호장치로 공식적인 안전지침"을 조사했다. 조사 결과로 2002년에 축제의 노선 변경을 잠정 공표했다. 완전한 보고서가 공표된 2004년에, 노팅힐 사육제는 "사바나"로 하이드 파크가 선정되었다; 이러한 이동은 하이드 파크가 유행하는 반면에, 기존 사육제 거리는 쇠퇴하게 되었다.
2003년에 노팅힐 사육제는 노팅힐 사육제 트러스트 주식회사가 주관했다. 2002년에 런던 디벨롭먼트 에이전시는 노팅힐 사육제가 런던과 영국의 경제에 약 9300 만 파운드를 기여했다고 발표했다.